# Frans Hermesdorf
Franz Peter (Frans) Hermesdorf (Zurlauben, Trier, 20 augustus 1854 - Aken, 10 december 1904) was een Nederlandse kunstschilder en graficus van Duitse afkomst.

## Leven en werk
Hermesdorf werd in het bij Trier gelegen plaatsje Zurlauben geboren als zoon van Frans Hermesdorf en Elisabetha Graeff. Hij volgde een opleiding aan de  tekenacademie te München. Na een afgebroken studie aan het Polytechnicum van Zürich besloot hij kunstschilder te worden. Hij reisde door Zwitserland, Italië, Frankrijk en Nederland. Na enige tijd in Den Haag als kunstschilder te hebben gewerkt vestigde hij zich als kunstschilder in Kerkrade in Zuid-Limburg. In deze plaats trouwde hij op 25 oktober 1892 met Maria Josepha Franciska Hubertina Deutz. Het echtpaar liet een kasteelachtige villa bouwen in Chevremont, de villa "Luikerheide" (ook "Lückerheide"). Als Hermesdorf niet op reis was werkte hij in het atelier in deze villa. Hij schilderde vooral portretten, landschappen en historische en mythologische genrestukken. Ook legde Hermesdorf zich toe op het vervaardigen van etsen. In 1899 werd hij genaturaliseerd tot Nederlander. Werk van Hermesdorf bevindt zich onder andere in het Bonnefantenmuseum in Maastricht ("Faun spelend aan de waterkant") en in het Wallraf-Richartz-Museum in Keulen. Zijn schilderij "dorpspolitici" is in het bezit van de gemeente Kerkrade. Hermesdorf overleed in 1904 op 50-jarige leeftijd in een ziekenhuis te Aken. Ter gelegenheid van zijn honderdste geboortedag en vijftig jaar na zijn overlijden werd er in Kerkrade een overzichtstentoonstelling aan zijn werk gewijd.
De latere hoogleraar en rector magnificus van de Katholieke Universiteit Nijmegen, Bernard Hermesdorf, was een zoon van hem. Hij schreef in 1954 voor het Limburgs Geschied- en Oudheidkundig Genootschap "P.F. Hermesdorf (1854 - †1904 - 1954): herinnering bij een schilderseeuwfeest".
- Biografisch Portaal: 44906695
- Gemeinsame Normdatei: 174379374
- International Standard Name Identifier: 0000 0003 7376 3108
- RKD-Nederlands Instituut voor Kunstgeschiedenis: 218865
- Virtual International Authority File: 189910220
- WorldCat: E39PBJwdhXbk6FBcMhPJymkbh3